# Квіткоїд філіппінський
Квіткоїд філіппінський (Dicaeum australe) — вид горобцеподібних птахів родини квіткоїдових (Dicaeidae).

## Поширення
Ендемік Філіппін. Трапляється на більшій частині Філіппінського архіпелагу, за винятком західних островів. Його природне середовище проживання — субтропічні або тропічні вологі низинні ліси.